# 류궈량
류궈량(중국어 간체자: 刘国梁, 정체자: 劉國梁, 병음: Liú Guóliáng, 한자음: 유국양, 1976년 1월 10일~ )은 중화인민공화국의 전 탁구 선수이다. 허난성 신샹시 출신이다.
탁구 세계대회와 올림픽에 출전하여 전 종목에서 우승한 적이 있으며, 그랜드슬램(올림픽, 월드컵, 세계 탁구 선수권 대회 우승)을 사상 두 번째로 달성했다.
은퇴 후에는 중국 탁구대표팀 감독, 중국 탁구협회 회장을 지냈다.